# 高島 (岡山県笠岡市)
高島（たかしま）は、岡山県笠岡市にある笠岡諸島に属する有人島。人口71人（2022年）。

## 地理
笠岡港より南約8km（陸地からは3km）の瀬戸内海国立公園笠岡諸島にあり、白石島の北、神島の南に位置している。

## 地勢
島嶼
- 高島 - 有人島、小属島あり
- 差出島 - 現在1名のみ居住、小属島あり
- 明地島 - 無人島
- 稲積島 - 無人島
- ホヤ島 - 無人島
- 鳥山島 - 無人島
- 百間ゾワイ島 - 無人島
- 小高島 - 無人島、小属島あり

## アクセス
笠岡港（住吉港）より、旅客船（三洋汽船）で約25分。一日4便

## 古事記伝説
縄文時代や弥生時代の遺跡が多い。天皇東征伝説において神武天皇が東征の際、高島に滞在し、高島宮を建てたとされており高島神社がそれとされる。国の名勝に指定されている。